# Sepiola intermedia
Sepiola intermedia е вид главоного от семейство Sepiolidae.

## Разпространение
Видът е разпространен в Албания, Алжир, Босна и Херцеговина, Гърция (Егейски острови и Крит), Испания (Балеарски острови и Северно Африкански територии на Испания), Италия (Сардиния и Сицилия), Малта, Мароко, Словения, Тунис, Турция, Франция (Корсика), Хърватия и Черна гора.